# 八代港
八代港（やつしろこう）は、熊本県八代市にある八代海に面した港湾である。港湾管理者は熊本県であり、重要港湾に指定されている。かつては天草市までの旅客フェリーの発着もあった。

## 歴史
八代港は球磨川の河口港として、また広大な穀倉地帯である八代平野を控え、古くから米・木材・海産物等の流通拠点として熊本県南の拠点たる八代地域の発達に貢献してきた。
明治時代に蛇籠港に－1.5m物揚場が整備されて以来、近代港湾としての開発・整備が始まる。
- 1922年（大正11年） - 内務省指定港湾。同年十条製紙（現日本製紙）が進出
- 1959年（昭和34年） - 重要港湾指定
- 1964年（昭和39年） - 大島南地区が有明・不知火地区新産業都市に指定。
- 1965年（昭和40年） - 外港地区岸壁（-9m・-7.5m）各1バース完成
- 1966年（昭和41年） - 貿易港の指定（関税法）
- 1967年（昭和42年） - 植物防疫法による木材指定港の指定
- 1973年（昭和48年） - 外港地区岸壁（-10m）第1バース完成
- 1982年（昭和57年） - 港湾計画改定（外港地区岸壁-12m、2バース計画）
- 1992年（平成4年） - 外港地区沿岸完成（-12m）第1バース完成
- 1994年（平成6年） - 外国産食料輸入港の指定
- 1995年（平成7年） - 港湾計画改定（大島地区岸壁-14m、航路-14m他）
- 1997年（平成9年） - 外港地区岸壁完成（-12m）第2バース完成
- 1999年（平成11年） - コンテナターミナル供用開始
- 2013年（平成25年） - 旅客フェリー運航休止、同時にフェリー乗り場も閉鎖
- 2017年（平成29年）7月26日 - 国際旅客船拠点形成港湾に指定（港湾法第2条の3）[1][2]

## 主な港湾施設
- -12.0m岸壁＝2バース（30,000t級）
- -10.0m岸壁＝4バース（12,000t級）
- -9.0m岸壁＝1バース（8,000t級）
- -7.5m岸壁＝4バース（5,000t級）
- -5.5m岸壁＝8バース（2,000t級）
- -4.5m岸壁＝9バース（700t級）
- フェリー施設＝-4.5m 岸壁=1バース、可動橋=1基、旅客待合所=1棟
- 野積場・荷捌地＝ 626,931m2
- 公共上屋＝6棟、11,541m2（くん蒸800m2を含む）
- コンテナ施設　ガントリークレーン、ストラドルキャリア

航路と外港の一部岸壁を-14.0mにする計画が進行中（6～8,000TEU級）。ただしパナマ運河改修後の-16.0m～-17.0m（10,000～16,000TEU）への対応計画は今のところ無い。

## 航路
- 国際コンテナ
  - 八代～釜山航路（1便／週）
  - 八代～釜山～香港航路（1便／週）
    - 高麗海運（代理店：日本通運）
    - 興亜海運（代理店：八代港運）
    - 長錦商船（代理店：松木運輸）

### 廃止、休止された航路
- フェリー

かつて当港は、近隣の三角港、佐敷港、水俣港と並んで天草市内への航路の主要拠点の一つであり、戦前から海上輸送が盛んで大勢の観光客や地元住民の通勤、通学などの輸送のために八代港から天草市や上天草市方面（本渡港・姫戸港・倉岳棚底港・松島港・御所浦港など）へのフェリーが数多く運行されていた。
戦後は1965年に設立された松島フェリー株式会社（本社：八代市）を中心に、1984年設立の有限会社木本観光（本社:上天草市）、1986年設立の天草観光汽船株式会社（本社:天草市）、1992年設立の天草フェリーライン有限会社（本社：上天草市）などが大型・中型フェリーを就航させ、個人経営の中小海運企業もこぞって観光船事業に参入した。
1970年代から90年代にかけてはフェリー乗り場は休日や連休を中心に八代駅を経由した大勢のフェリー利用客で賑わい、産交バスによる八代駅 - 八代港連絡バスの臨時ノンストップ便やフェリーの臨時便も多数運行されていた。
しかし、有料道路であった三角から天草方面への天草パールライン（天草五橋）が1975年より無料開放され、1993年に熊本港が開港し1997年より熊本港 - 本渡港間に高速旅客船「マリンビュー」（2009年3月31日運行休止）が就航、さらに天草市内に2000年に天草飛行場が開港して天草エアラインが就航し、天草への交通アクセスが格段に向上したこと、天草市内や上天草市内で学校や病院などの公共施設の設置が充実してきたことなどから、1996年に年間7万人を輸送したのを最高に年々利用客が減少していき、資本力の弱い個人経営の観光船は2000年までに次々と運航を休止または廃止していった。また、1996年8月10日には天草観光汽船の観光船「ブルーライナー」が操縦士の操作ミスによって大道港の防波堤に衝突する事故を起こし負傷者を出したことも旅客減少につながった。
各フェリー会社は防衛策を講じた。松島フェリーは1999年に愛媛汽船（現：芸予汽船）より1979年製の大三島ブルーライン用大型フェリー「きのえ丸」を転籍譲渡の上「フェリーまつしま」に改称して導入。天草フェリーラインは2001年6月に設立当時より愛媛汽船から転籍導入していた「フェリーくまがわ」に代わる新型フェリー「シーガル」を、天草観光汽船や木本観光も1986年8月就航の大型観光船「ブルーライナー」に続く「ブルーライナー2」や「龍丸」「八りゅう丸」をそれぞれ導入して、輸送力の強化とサービス向上に努めた。
2003年から神園交通による「すーぱーばんぺいゆ」、翌2004年には産交バスによる「エアラインやつしろ号」の2つのバス路線が八代港から九州自動車道経由で阿蘇くまもと空港までの運行を開始し、空港からの陸路アクセスが向上した。しかし、「エアラインやつしろ号」は利用率が予想以上に大きく低迷してしまい運行開始からわずか5ヶ月で早々に廃止され、「すーぱーばんぺいゆ」も八代港まで利用する乗客はほとんどいなかった。加えて、2004年3月の九州新幹線開業で八代駅発着の優等観光列車が大きく削減されたために八代駅からの利用客も大きく減少し、さらに同時期の原油価格高騰も大きな打撃となり、フェリーの維持費用が運航会社にとって大きな負担となっていった。
天草観光汽船は経営悪化を理由に2006年限りで運航を休止し、そのまま2011年の廃止まで運航を再開しなかった。天草フェリーラインも2007年11月1日より期限付きで一旦運航を休止（その後2009年4月1日より全便の運航を再開）した。
2009年4月1日には天草宝島ラインが三角港 - 松島合津港 - 本渡港間の観光船「シークルーズ」の運航を開始したために、八代港からの観光需要が薄くなった。
2010年初頭に乗降客数悪化、運行区間の合理化、八代市からの運行補助金の減額を理由に、産交バスが八代港行を含む八代駅発着のバス本数の大幅削減を表明した。利用率が大幅に低迷していた八代駅 - 八代港間直通バスの運行廃止と連絡運輸打ち切り方針も打ち出され、フェリー会社が八代市を交えて産交バスと連絡バスの存続や対策を協議したが打開策が生まれず、結局同年10月1日のダイヤ改正で八代駅 - 八代港直通路線である八代港線・旧産島線・旧君ヶ淵線19往復全てのバスが廃止された。かろうじて産島線は存続したものの、バスの起点が八代駅から八代市役所に変更され、運行本数も7往復に削減された。直通路線バス廃止後に唯一八代駅からの定期直通バスとなった「すーぱーばんぺいゆ」も2011年3月12日の九州新幹線開業までは八代市内間での乗降ができなかった。これらによって八代港はアクセスが一段と悪化し、利用率の低迷に大きな拍車がかかり、フェリー会社の存続にかかわる深刻な問題となった。
その後も輸送需要は減り、木本観光は2011年9月1日より不定期航路（後に休止）になった。次いで松島フェリーも経営破綻により倒産し同年11月26日限りで運航を無期限休止し、松島フェリー担当の4便は同年12月19日まで全便とも終日運休扱いとなった。同年12月20日のダイヤ改正で天草観光汽船と松島フェリーの航路が正式に廃止となり、不定期便の木本観光も航路を大幅に短縮した。定期便として唯一存続した天草フェリーラインは松島フェリーより八代港フェリーターミナルの経営を引き継ぎ、社員削減によりフェリーターミナル内のキップ売り場を閉鎖して新たに駐車場にプレハブ式のキップ売り場を設置した。この他、フェリーターミナル内の売店を閉鎖しての完全自動販売機化、インターネットによるキップの事前販売や自動車利用時の割引運賃適用サービス、宣伝広告強化などの徹底合理化と利便性の強化、対策で会社存続を図った。しかし、路線バスに代わって駅からの主要なアクセス手段となったタクシーは路線バス時代よりも運賃が2倍以上割高であり、鉄道駅から港への直通バスの大幅削減に代わって新たなアクセスルートとなるはずだった九州新幹線新八代駅から八代港への「すーぱーばんぺいゆ」も、八代市内を循環した後に港へ向かうために所要時間がかかり、直通バスの代替とはなり得ず、アクセス改善の根本的な打開策が生まれないまま利用客はさらに減少していった。また、本線航路ではなく地方交通の半島航路で県や自治体からの財政支援が得られなかったため、割高な運賃の値下げができなかった事も経営悪化に拍車をかけた。
天草フェリーラインは「このままではフェリーの存続は不可能」として再三にわたり行政側の熊本県や八代市、本社所在地の上天草市などに財政支援や新八代駅と八代港を結ぶ新たなアクセスを確立するように求めていたが、行政側は市内、県外や熊本市内からの天草までのアクセスは既に熊本市内 - 三角（国道57号） - 天草五橋経由、または松橋 - 不知火（国道266号） - 天草五橋経由の2ルートが主要ルートとして確立されていたことや港の立地上、新八代駅から港までは隣の八代駅よりも距離が長くなること、そしてターミナル駅となるはずの肝心の新八代駅の利用者数が景気低迷や観光需要の希薄などでさほど振るっていない事などを理由として対応に消極的であった。審議はされたものの、新八代駅と八代港を直に結ぶ直行バスなどの交通機関は集客性や採算性の問題などがネックとなって却下され、結局一度も設定されることは無かった。
その一方で上天草市、天草市は宇土市や宇城市と共に熊本県中心部から天草への誘致に力を入れており、熊本県、天草観光協会、JR九州も協賛、連携して三角駅や三角港を整備し、2011年10月8日より熊本駅から三角駅まで新幹線と三角港から松島合津港経由で本渡港まで運航する天草宝島ラインの観光船「シークルーズ」とを連絡する観光特急「A列車で行こう」の運行を開始した。熊本駅から天草方面まで鉄道とバス、フェリーの便利な直行ルートが確立されたことで八代港発着のフェリーは僅かに残っていた新幹線全通の効果や恩恵を全く受けられなくなり、経営そのものにとどめを刺されるほどの大打撃を受けることとなった。
こうして八代港発着のフェリーは輸送需要が皆無状態となり、2012年末に木本観光が運航を休止し、天草フェリーラインも「八代のフェリー輸送の役目は終わった」として2013年4月1日をもって無期限運航休止（事実上の廃止）となり、八代港発着の定期航路は全て消滅した。休止前日の3月31日には熊本県と八代市、天草市、上天草市の合同でお別れ式典が開かれ、天草フェリーラインの最後の活躍を見届けようと大勢の利用客や見物客で賑わったが、営業末期は利用する乗客も自動車もほとんど無いいわゆる空気輸送の状態であった。なお、天草フェリーラインはその後経営破綻している。各社の営業休止後もフェリーターミナルの建物や自動車積み込み用の桟橋は残されているが、キップ売り場は撤去され跡地は駐車場の一部になっている。また、ターミナルの建物はバスや乗合タクシーの待合室として開放されている。
- 2011年12月19日まで
  - 八代 - 松島（合津）航路　9便／日　松島フェリー「フェリーまつしま」4便（2011年11月27日運航休止）・天草フェリーライン「シーガル」5便
  - 八代 - 姫戸・本渡航路 2便／日　天草観光汽船「しいがる3」「ブルーライナー2」（2006年運航休止）
  - 八代 - 樋島航路 1便／日　天草観光汽船「しいがる3」（2006年運航休止）
  - 八代 - 倉岳棚底・樋島航路 1便／日　木本泰義（木本観光）「第十八りゅう丸」「八りゅう丸」（（2011年9月1日より不定期）
  - 八代 - 姫戸・二間戸航路 1便／日　木本泰義（木本観光）「第十八りゅう丸」「八りゅう丸」（（2011年9月1日より不定期）
- 2013年3月31日まで
  - 八代 - 松島（合津）航路 5便／日　天草フェリーライン「シーガル」
  - 八代 - 倉岳棚底航路 1便／日　木本泰義（木本観光）「第十八りゅう丸」「八りゅう丸」（不定期、2012年末で運航休止）

### フェリーのその後
役目を終えた「しいがる3」と「八りゅう丸」はそれぞれの会社の別航路で活躍しているが、2015年現在、天草観光汽船は天草商船株式会社に改称し「しいがる3」も天草商船所属となっている。1984年の設立当時より運航されてきた木本観光の「第十八りゅうまる」は、老朽化のため2012年の運航休止後に引退し、「ブルーライナー」、「ブルーライナー2」、「フェリーまつしま」は休止後直ちに海外へ売却された。大型観光船だった「龍丸」は天草宝島ラインに売却譲渡後、「Vista Bonita」に改造されて2013年3月9日より就航し、「シーガル」も御所浦の共同フェリー株式会社に売却譲渡後に、「フェリーごしょうら」に改装され2013年5月1日より就航している。

## 路線バス
かつては九州産交バスの定期路線バスが数多く運行され、2003年からは神園交通の空港連絡路線バス「すーぱーばんぺいゆ」の運行も始まったが、2017年10月より定期路線バスは神園交通「すーぱーばんぺいゆ」のみの運行となっている。
- 神園交通
  - すーぱーばんぺいゆ：11往復（阿蘇くまもと空港 - 新八代駅東口 - 八代駅前 - 八代内港 - 神園交通外港車庫 ）
- 九州産交バス
  - やつしろ全国花火競技大会シャトルバスB経路：やつしろ全国花火大会開催日のみ運行（日本製紙グラウンド（八代駅） - 松濱軒駐車場(産業道路) - ゆめタウン八代店前 - 八代港（内港））

毎年10月の第3週に開催されるやつしろ全国花火競技大会開催時のみ運行される臨時シャトルバス。熊本市内などの各営業所から集められた大型バスで多数運行される。2011年から2014年までは当港から八代駅まで多数運行されていたが、2015年開催日からは手前のトライアル八代横（トライアル第2駐車場）に短縮された。しかし、トライアル第2駐車場を含む土地の一部が民間の老人福祉施設に売却され、バスや自家用車の駐車が不可能となったため、2017年10月21日開催日より3年ぶりに再び八代港からの発着が復活した。ただし、バス乗り場は従来の八代港バス停ではなく、100mほど手前の貨物船発着埠頭からの発着となる。
（2017年10月1日現在）

### 廃止された路線バス
かつては以下の路線バスが運行されていたが、快速「しらぬい号」は1978年、「第2しらぬい号」も1980年に廃止となった。その後は八代駅からのフェリー利用客の接続のため一定の需要があり、約20往復の定期路線バスに加えて夏休みシーズンに八代駅 - 八代港間の臨時直行バスが多数運行されていたが、フェリーの利用率低迷により臨時バスの運行がなくなり、「エアラインやつしろ号」は2004年9月1日のダイヤ改正で、八代港線と八代駅からの直通バスも2010年10月1日のダイヤ改正で全て廃止され産島線のみの運行となった。しかし、その産島線も2013年のフェリー無期限運行休止後はさらに利用率が大きく悪化し、当港からのバス利用者もほとんど皆無になったことから2017年10月1日のダイヤ改正で全便が乗合タクシーに移行され、同日を以て九州産交バスの定期路線バスが全て廃止された。
- 九州産交バス
  - 快速「しらぬい号」「第2しらぬい号」（山鹿 - 熊本交通センター - 熊本駅前 - 松橋 - （鏡・宮原経由） - 八代駅前 - 八代産交 - 八代港）
  - 空港連絡バス「エアラインやつしろ号」：10往復（阿蘇くまもと空港 - 八代駅前 - 八代産交 - 八代港）、
  - 旧産島線：9往復（八代駅 - 八代産交 - 八代港 - 郡築 - 産島）、
  - 築港線：7往復（八代駅 - 八代産交 - 八代港…4往復、君ヶ淵駐車場 - 平山新町- 高田駅前 - 八代駅 - 八代産交 - 八代港…3往復）、
  - 旧君ヶ淵線3往復（八代港 - 八代産交 - 八代駅  - 高田駅前 - 平山新町 - 君ヶ淵駐車場）
  - 産島線：4往復（八代市役所 - 八代産交 - ゆめタウン - 八代港 - 郡築 - 産島）
  - 産島線（大島経由）：3往復（八代市役所 - 八代産交 - ゆめタウン - 八代港 - 郡築 - 大島（県南運動公園）- 郡築 - 産島）